# اچ‌ام‌اس پلیکان (۱۸۱۲)
اچ‌ام‌اس پلیکان (۱۸۱۲) (به انگلیسی: HMS Pelican (1812)) یک کشتی بود که طول آن ۱۰۰ فوت (۳۰ متر) بود. این کشتی در سال ۱۸۱۲ ساخته شد.